# ヒメノスポルム属
ヒメノスポルム属(ヒメノスポルムぞく、Hymenosporum)は、トベラ科の属の一つで、H. flavum（キバナトベラ、黄花扉）1種のみで構成されている単型の属である。

## 属名と種名の由来
属名はhymeno（薄い膜）とsporum（タネ）の合成語で、種子に薄い膜状の翼がついていることによる。種名は「黄色の」の意味で、この科ではめずらしい鮮やかな黄色の花が咲くことによる。

## 特徴
オーストラリア北東部の熱帯雨林に原産する、樹高5 - 8メートルの高木で、野生のものでは15メートルに達するものもある。葉はおおむね互生し、長さ8 - 15cm、幅5 - 7cmあり、楕円形、深緑色で光沢がある。五弁花は直径5cmくらいで、黄色だが、芯に近い部分はやや色が薄く、強い香りがある。

## 栽培
寒さにやや弱いが、東京より南の地方なら、だいたい屋外で栽培できる。タネは英国などではポピュラーなもののようで、インターネットで入手できる。種まきは3月から5月で、発芽には2、3か月かかり、発芽率もあまり良くないが、気長に管理すれば2、3本は発芽することが多い。日向または半日陰の、有機物に富んだところを好む。

## 利用
欧米の比較的暖かい地方では、庭木として植えられている。蜜が豊富で、蝶やミツバチが良く飛来する。